# 桜神明社

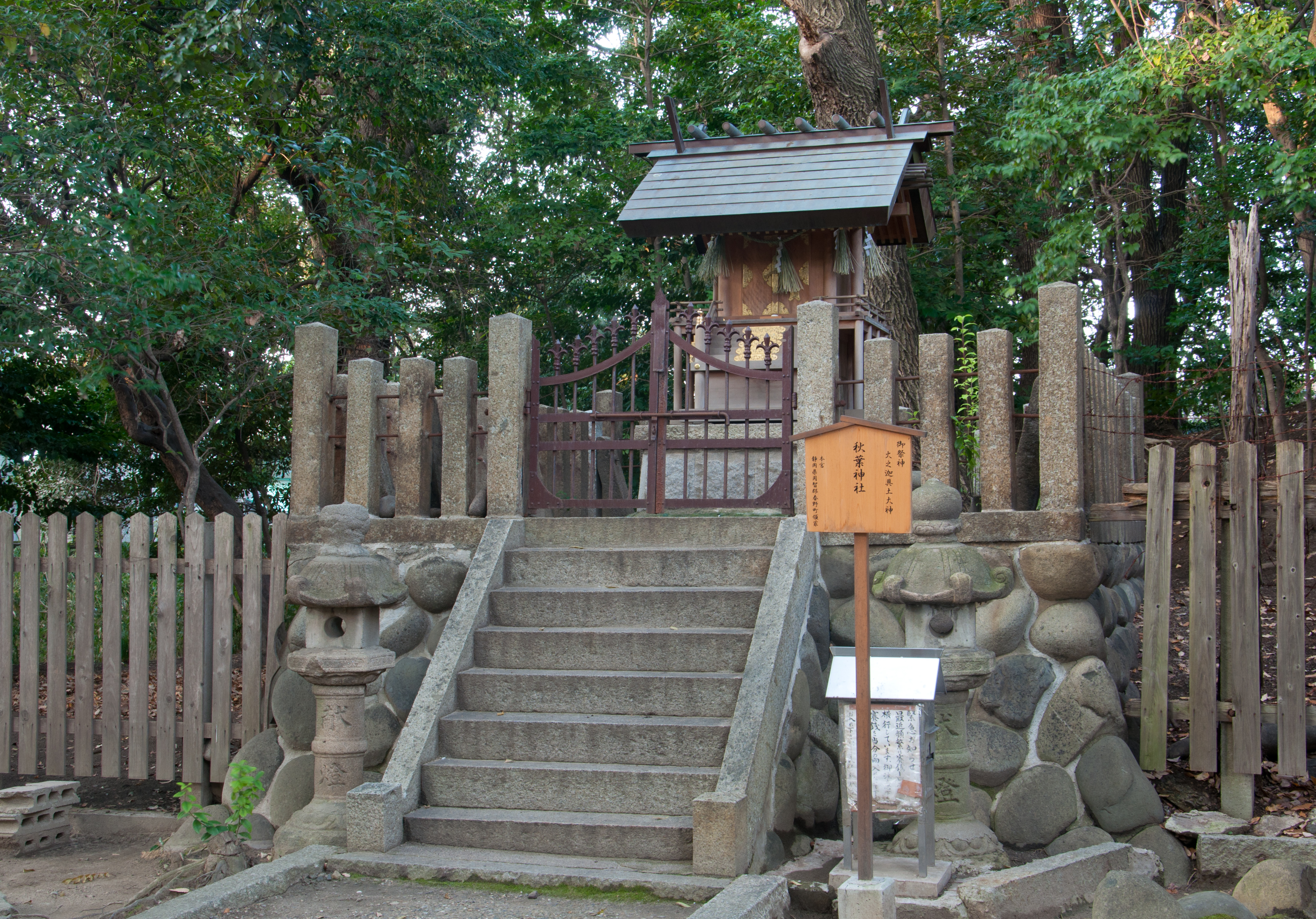
秋葉社（境内社）

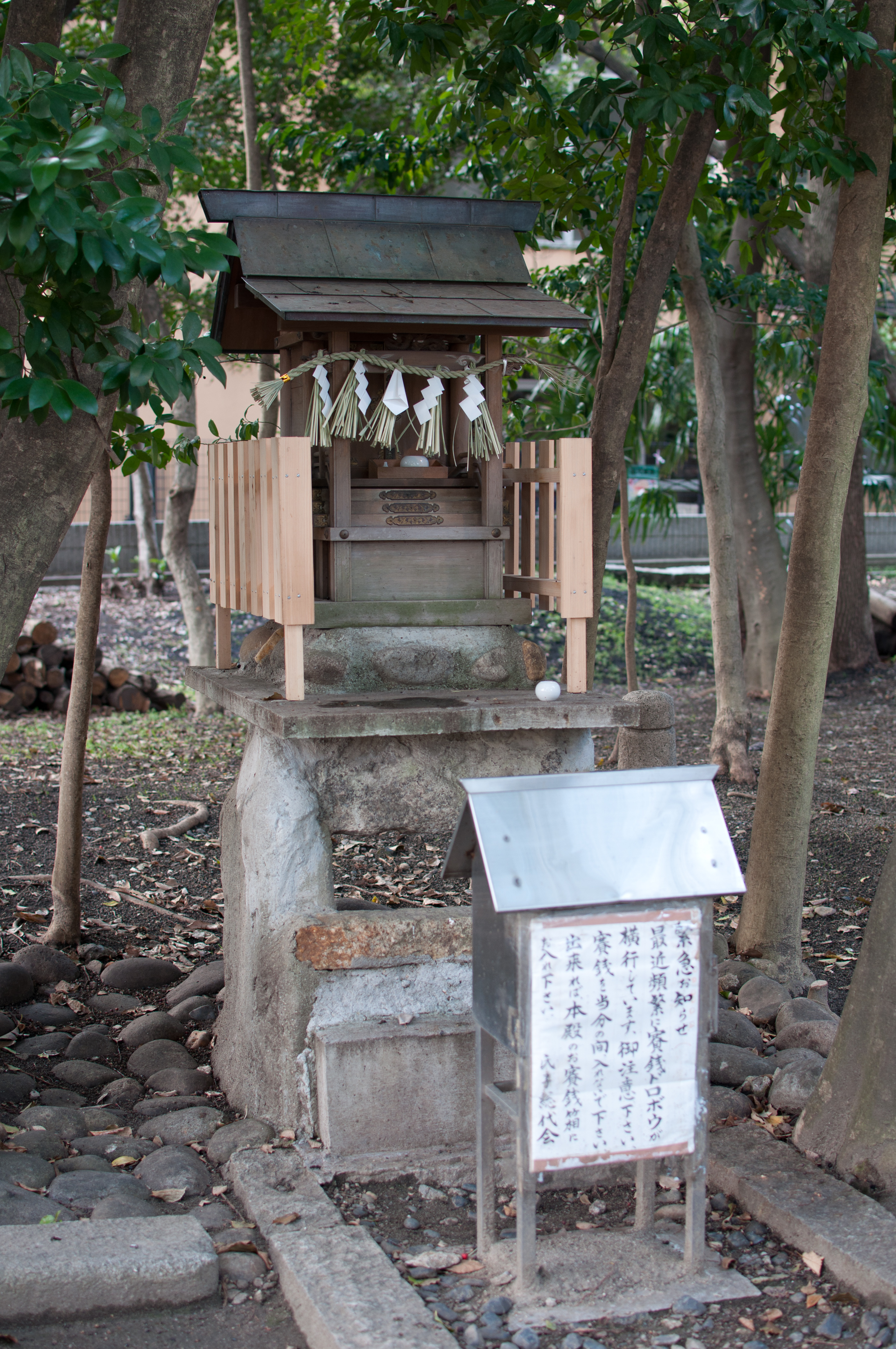
津島社（境内社）

桜神明社（さくらしんめいしゃ）は愛知県名古屋市南区にある神社。

## 概要
創建時期は不明。本殿は古墳の上に建っている。大正5年（1916年）、近在にあった熊野権現社の祭神を合祀。また、天保年間の作と伝わる馬具が伝わっており、毎年10月の例大祭の際に展示される。

## 祭神

### 主祭神
- 天照皇大神

### 相殿
- 伊佐那岐大神
- 事解之男命
- 速玉之男命
- 応神天皇
- 木花咲耶姫命
- 倉魂命（ウカノミタマ？）

### 境内社
- 秋葉社
- 津島社

## 桜神明社古墳
名称は墳頂に桜神明社の本殿が祀られている事から来ている。名古屋市指定史跡(令和4年指定)。

### 規模と構造
墳径36メートル、墳高4.5メートルの円墳状だが、前方後円墳であるとの説もある。墳丘の北側から西側にかけて、周濠の一部（幅3メートル）が残っており、市内に残る古墳の中では状態が良いとされる。かつて墳丘から須恵器が発見されており5世紀末の築造と推定されているが、正式な発掘は行われていないため内部主体は不明。
なお、古墳自体は神域となっており立入禁止だが、敷地横の住宅街の路地から境内を囲む塀越しに、墳丘と周濠を見る事ができる。

## アクセス
- 名鉄名古屋本線 桜駅より徒歩で約5分。
- 名古屋市営地下鉄桜通線 桜本町駅より徒歩で約10分。